# Hella Jurich
Hella Jurich (Tokio, 28 de diciembre de 1980) es una deportista que compite en las modalidades de voleibol de playa retirada alemana. Con Rieke Brink-Abeler como pareja, fue campeona de Alemania en 2004.

## Carrera

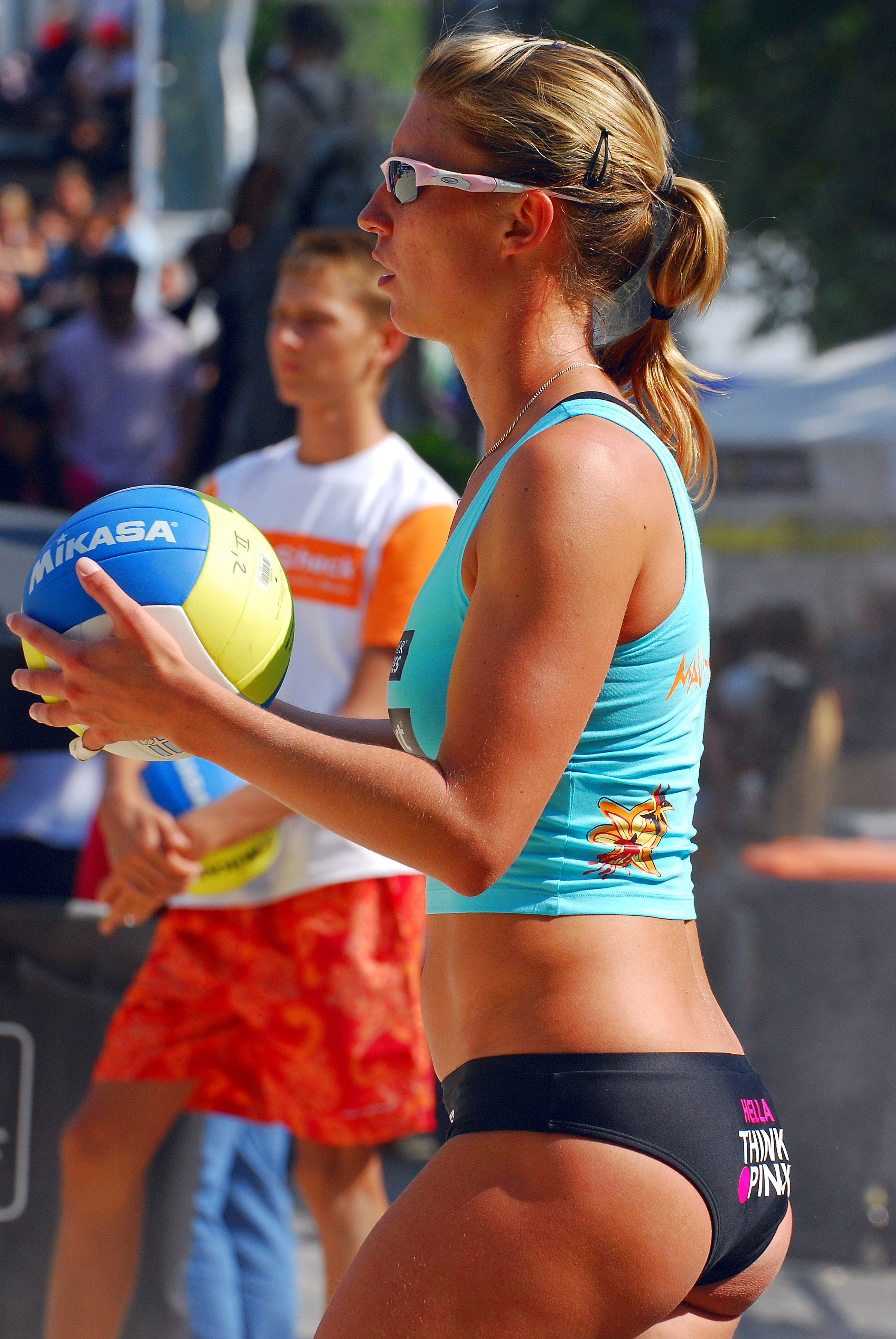
Jurich en el Smart Beach Tour en Bonn en 2008.

En mayo de 2000 jugó su primer torneo de voleibol de playa. En 2003 fundó un dúo con Rieke Brink-Abeler, que no tuvo mucho éxito en el primer año. En 2004, las dos mujeres de Münster compitieron como perdedoras en el Campeonato de Alemania en Timmendorfer Strand y derrotaron a las participantes olímpicas Pohl/Rau en la final. Al año siguiente ocuparon el puesto 13.º lugar en el Campeonato Mundial de Berlín y participó en el World Tour por primera vez. En 2006 llegaron al quinto lugar en algunos torneos de la serie mundial y llegaron a la final del campeonato alemán, que perdieron ante Goller/Ludwig. En la Copa del Mundo de 2007 en Gstaad, se mantuvieron en la ronda preliminar y en el duelo alemán de la primera ronda principal contra Banck/Lahme sin perder un set, pero fueron eliminados contra los siguientes oponentes alemanes Claasen/Röder. Después de otro vicecampeonato alemán en 2008, Jurich se separó de su compañera de mucho tiempo Brink-Abeler y jugó en 2009 y 2011 con Antje Röder y en 2010 con Melanie Gernert.
Jurich, junto con Brink-Abeler, fue nombrado Equipo del Año por la Asociación Deportiva de la Ciudad de Münster en el Ball des Sports en 2006 y 2008.

## Vida personal
Jurich vive en Berlín y completó un curso por correspondencia en administración de empresas. Hoy es directora gerente del Instituto IfT para el Desarrollo del Talento. Jurich estuvo casada con el jugador de voleibol de playa Tilo Backhaus de 2014 a 2018; los dos tienen una hija.